# Designmuseum Danmark

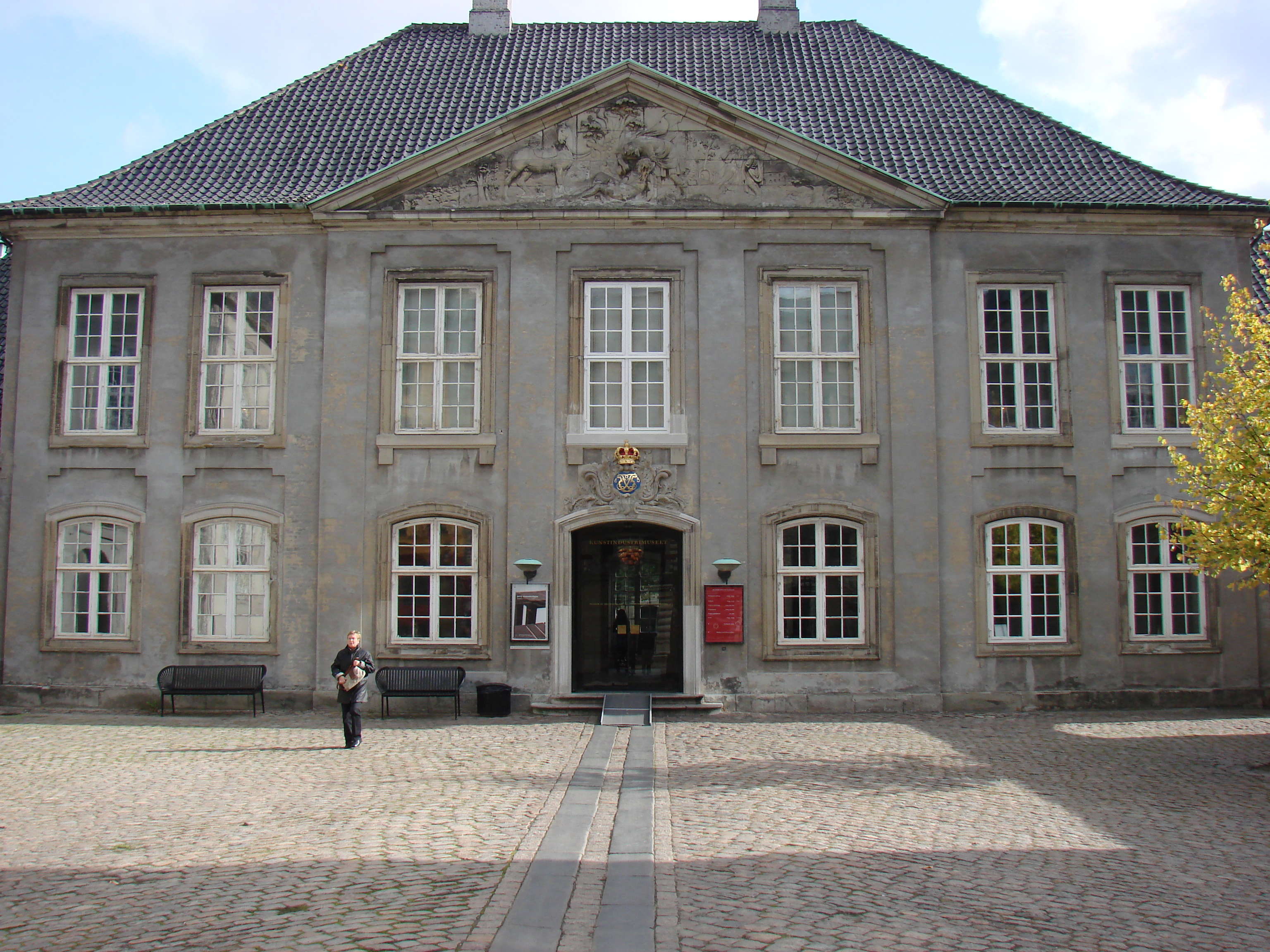
Designmuseum Danmark

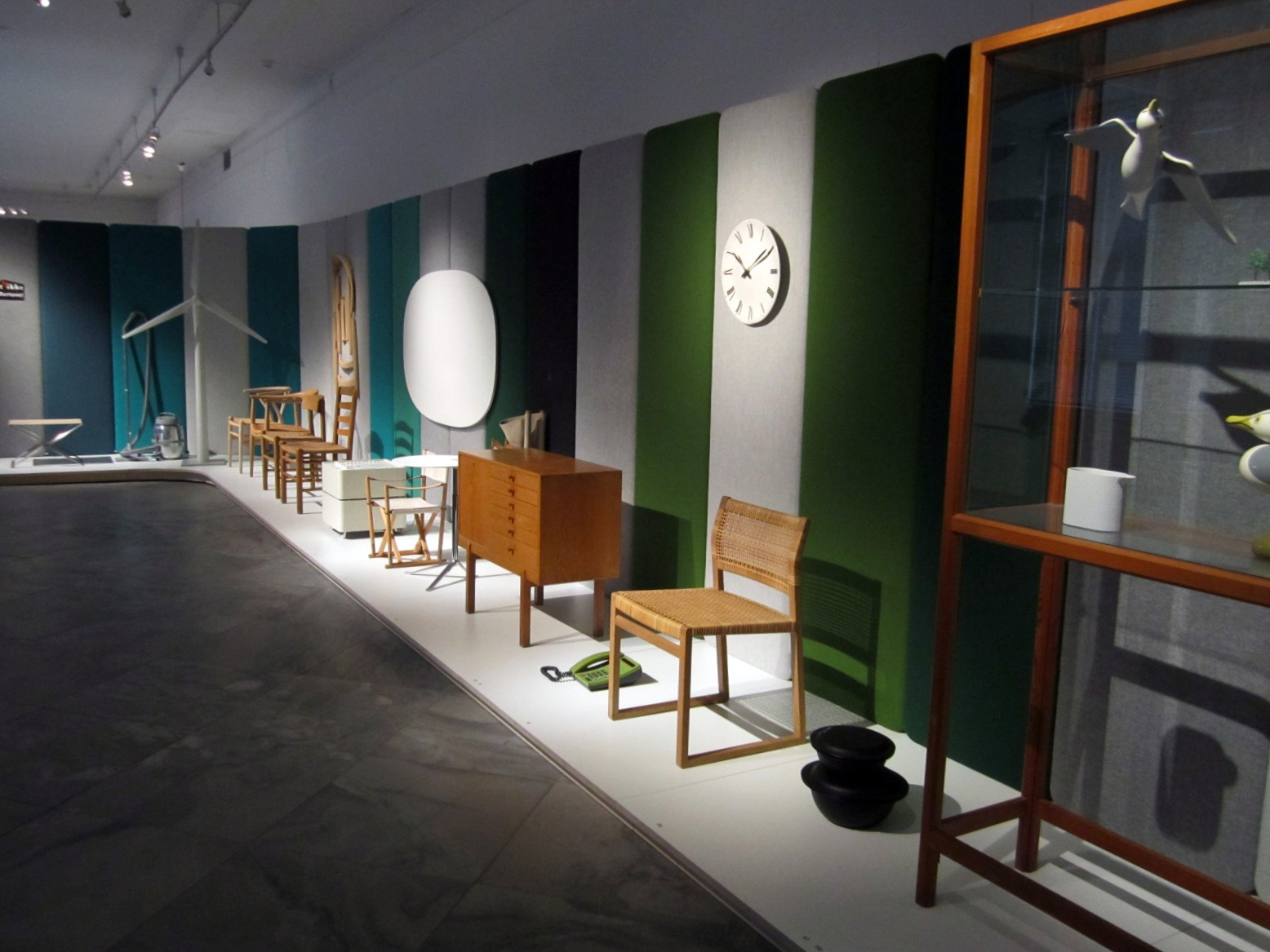
Tentoonstelling van meubels

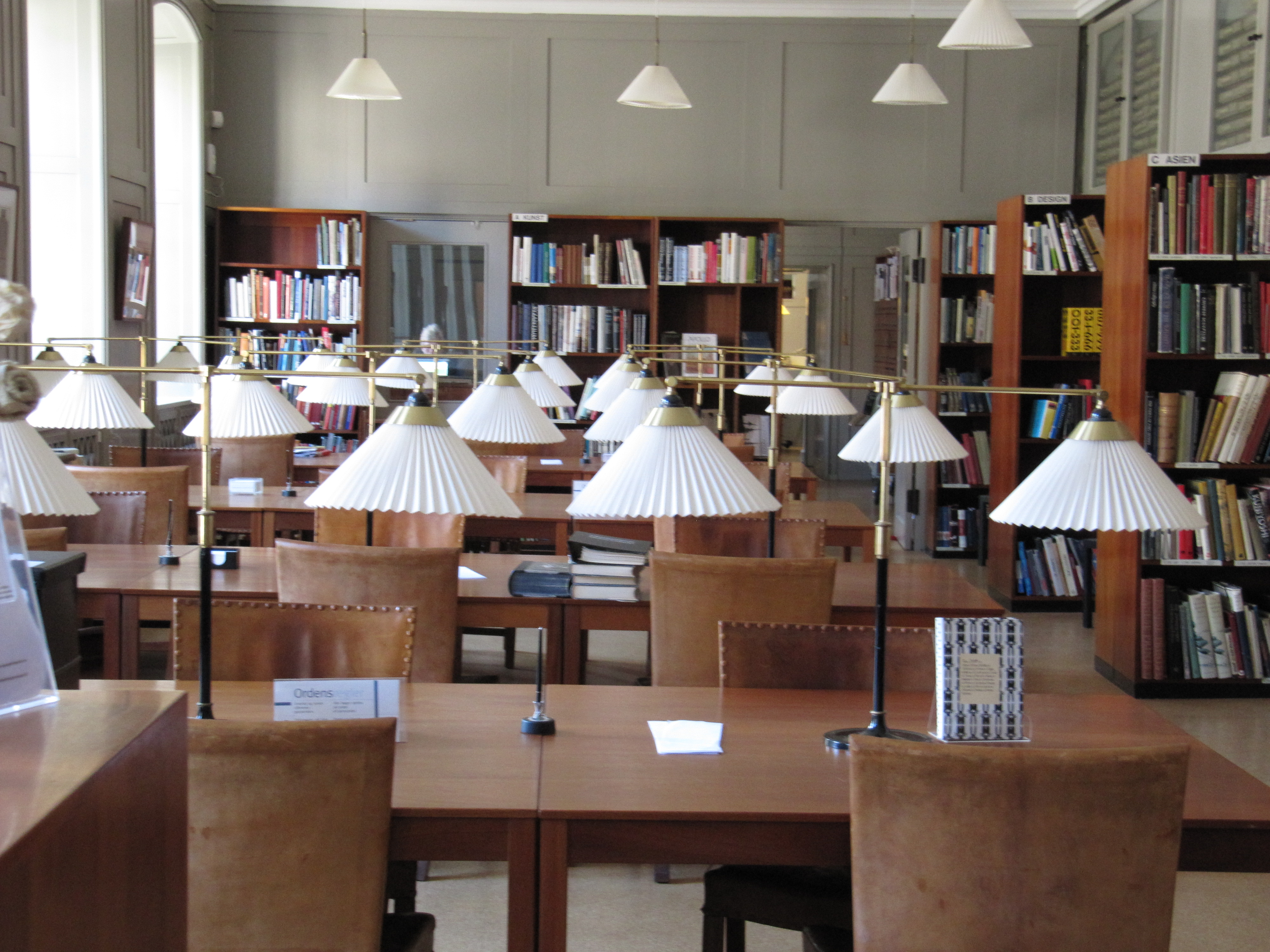
Leeszaal, ontworpen door Kaare Klint

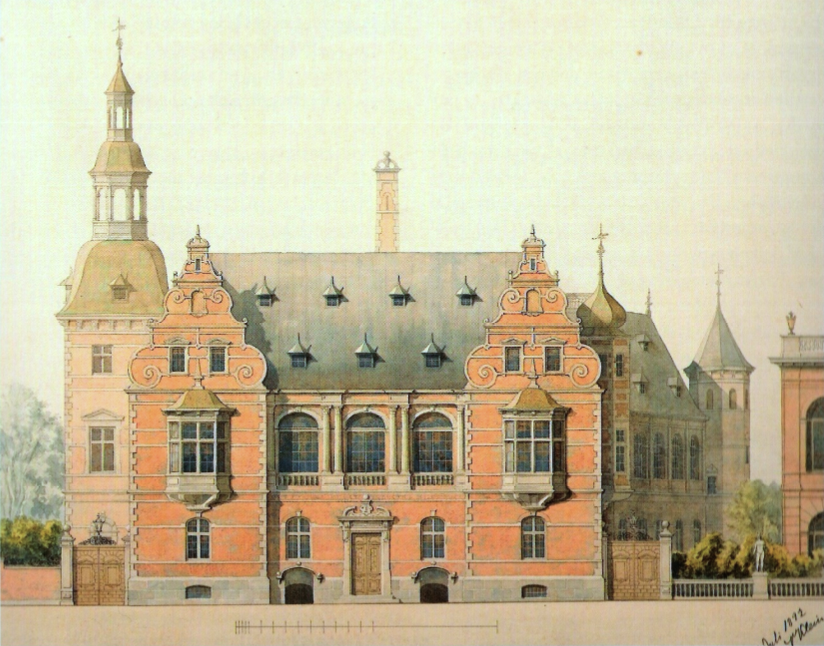
Ontwerptekening door Vilhelm Klein van het "slot" waarin het museum gevestigd was van 1893 tot 1926

Designmuseum Danmark is een museum in de Deense hoofdstad Kopenhagen, gewijd aan vormgeving (design) en toegepaste kunst.

## Collectie
Het is het grootste museum van Denemarken voor Deens en internationaal design. De permanente collectie biedt een overzicht van 20e-eeuwse Deense vormgeving en toegepaste kunst, met werk van onder anderen Poul Henningsen, Kaare Klint, Børge Mogensen en Arne Jacobsen. De collectie van buitenlands werk omvat onder meer Chinees aardewerk, 18e-eeuws Frans en Duits porselein en Brits en Frans meubilair. Ook heeft het museum een verzameling prenten, tekeningen en affiches en een mode- en textielverzameling. Naast de vaste collecties presenteert het museum wisselende tentoonstellingen.

## Voorzieningen
Het museum heeft de grootste bibliotheek van Scandinavië gewijd aan design en toegepaste kunst, met een leeszaal ontworpen door Kaare Klint. De museumtuin, Grønnegård geheten, wordt 's zomers gebruikt voor theatervoorstellingen.
Het museum beheert de website Webmuseum.dk, een online museum over webdesign en het World Wide Web.

## Geschiedenis
Het museum werd opgericht in 1890 als Det Danske Kunstindustrimuseum. Later heette het Kunstindustrimuseet, Danish Museum of Art & Design en ten slotte Designmuseum Danmark. Het oorspronkelijke doel was om Deense kunstnijverheid te etaleren en ook om de consumenten kritisch en kwaliteitsbewust te maken.
Het museum betrok in 1893 een gebouw, ontworpen door Vilhelm Klein, aan de Vestre Boulevard (de latere H.C. Andersens Boulevard) tegenover het stadhuis van Kopenhagen. Het wordt nu H.C. Andersen Slottet of Tivolislottet genoemd en is deel van het pretpark Tivoli.
Sinds 1926 is het museum gevestigd in een 18e-eeuws rococo-gebouw aan de Bredgade in de wijk Frederiksstaden. Dit is in de jaren 1752-1757 neergezet door de architecten Nicolai Eigtved en Laurids de Thurah. Het gebouw was voorheen het Kongelige Frederiks Hospital, het eerste ziekenhuis van Denemarken. In 1919 werd het aan het museum ter beschikking gesteld, waarna Ivar Bentsen en Thorkild Henningsen het exterieur onderhanden namen en Kaare Klint en Poul Henningsen het interieur.